# Елроуз (Саскачеван)
Елроуз (енгл. Elrose) је урбано насеље са административним статусом варошице у југозападном делу канадске провинције Саскачеван. Насеље лежи на раскрсници провинцијских друмова 4 и 44, око 38 км јужније од варошице Роузтаун, односно око 110 км северније од града Свифт Карент. 
Поред пољопривреде важан извор прихода долази од експлоатације нафте и земног гаса.

## Историја
Овај део провинције интензивније је насељаван у периоду између 1909. и 1912, а број становника је почео да се повећава након доласка железнице 1913. године када је основано и само насеље. Године 1914. Елроуз је административно уређен као село. 

## Демографија
Према резултатима пописа становништва из 2011. у варошици је живело 477 становника у 246 домаћинстава, што је за 5,3% више у односу на 453 житеља колико је регистровано 
приликом пописа 2006. године.
| 2006. | 2011. |
| ----- | ----- |
| 453   | 477   |